# Paul Gabriel Antoine
 (décembre 2023).
Pour les articles homonymes, voir Antoine.
Paul Gabriel Antoine, né le 10 janvier 1678 à Lunéville et mort le 22 janvier 1743 à Pont-à-Mousson, est un théologien jésuite français.

## Biographie
Paul Gabriel Antoine entre au noviciat jésuite en 1694. Il enseigne les humanités à Pont-à-Mousson, puis la grammaire, la rhétorique et les humanités à Colmar, la philosophie et la théologie à Pont-à-Mousson, dont il devient aussi le recteur du collège. Il est surtout connu pour une vaste Theologia universa speculativa et dogmatica, complectens omnia dogmata et singulas questiones theologicas quae in scholis tractari solent (1re édition Pont-à-Mousson, 1723), qui connait un grand succès éditorial avec de très nombreuses rééditions, y compris à l’étranger, jusqu’à une dernière impression en 1839 à Venise. Il complète ce premier ouvrage par une Theologia moralis universa complectens omnia morum praecepta et principia decisionis omnium conscientiae casuum, suis quaeque momentis stabilia (1re éd. Nancy, 1726, avec également un grand nombre de rééditions jusqu’en 1830).